# Африкански математически съюз
Африканският математически съюз (на френски: Union Mathematique Africaine) е африканска организация посветена на развитието на математиката в Африка. Основан е през 1976 в Рабат, Мароко по време на първия панафрикански конгрес на математиците, като негов пръв президент е Хенри Хогбе Нленд. Друга ключова фигура в ранните му години е Джордж Сайтоти, който по-късно става известен кенийски политик.
От 1978 съюзът издава журналът Afrika Matematica (ISSN 1012 – 9405), като до 2009 г. негов редактор е Даоуда Сангаре.